# Nagy Tamás (jogász)
Nagy Tamás (Debrecen, 1983. november 9. –) magyar szerző, jogász, tőkepiaci szakértő. Történelem és pénzügyi jog tárgyakban publikál monográfiákat és cikkeket.

## Életrajzi adatok
Nagy Tamás 1983-ban született Debrecenben. Gyermekkorát Nádudvaron töltötte, itt folytatta általános iskolai tanulmányait is. Innen Debrecenbe, a Debreceni Egyetem Kossuth Lajos Gyakorló Gimnáziumába került, ahol 2002-ben sikeresen érettségi vizsgát tett.
A Debreceni Egyetemen szerzett jogi diplomát, 2007-ben doktorált, azóta jogi területen dolgozik. Egy fiú- és egy lánygyermek apja.
Nagyapja és tanárai hatására kezdett érdeklődni a történelem iránt, akik támogatták történelmi témájú publikációiban, Első könyve 2003-ban jelent meg a Press Publica Kiadó Változó Világ könyvsorozatában. A történelem mellett a pénzügyi joggal kezdett el foglalkozni és ezen témakörben publikálni.
A két témakör szintézise a Stabilitás és Bizalom - A magyar pénzügyi felügyelés története című munkájában történt meg, ahol a rendszerváltás időszakától kezdődően írta meg a tőkepiaci szektor felügyelésének ás jogi szabályozásának történetét.
Korábban önálló jogi vezetőként dolgozott tőkepiaci intézményeknél. A szerző később a Magyar Nemzeti Bank Befektetési alapkezelők felügyeleti osztályának munkatársa, az MNB vezető tőkepiaci felügyelője lett.

## Művei
- Március idusa '97, újságcikk (Társszerzőként, Nádudvari Hírek II. évfolyam 3. szám 4. oldal, 1997.03.07.)[10]
- I. Habsburg Ferdinánd (Történelmi monográfia, megjelent a Változó Világ könyvsorozat 57. köteteként, a Press Publica Könyvkiadó kiadásában, Budapesten, 2003-ban., ISBN 963-9001-84-8)[11]
- Elmélet és gyakorlat a helyi adókkal kapcsolatban (Pénzügyi jogi tárgyú értekezés, 2007.)[12]
- I. Ottó (Történelmi monográfia, megjelent a Változó Világ könyvsorozat 79. köteteként, a Változó Világ Mozgalomért Közhasznú Alapítvány kiadásában, Budapesten, 2013-ban, ISBN 978-615-517904-4)[5]
- A befektetőket és a tőkepiacot védi az ingatlanalapok hosszabb visszaváltási ideje (Pénzügyi jogi tárgyú cikk, megjelent a Magyar Nemzeti Bank szakmai cikkei között 2023. szeptember 13-án.)
- Nagy változást hozott az MNB ajánlása a magyarok egyik kedvenc ingatlanbefektetésénél - De megérte? (Pénzügyi jogi tárgyú cikk, 2023. szeptember 13. napján megjelent cikk a portfolio.hu oldalon.)
- Stabilitás és Bizalom - A magyar pénzügyi felügyelés története (Pénzügyi jogtörténeti tárgyú monográfia, szerkesztő: dr. Kandrács Csaba, megjelent a Magyar Nemzeti Bank kiadásában, Budapesten, 2023-ban, ISBN 978-615-5318-62-7. Társszerzőként A tőkepiaci szektor felügyelete című fejezet szerzője.)[13]
- I ngatlanalapok: a gyors visszaváltás és a lassan eladható fedezet dilemmája (2023. december 28. napján a Világgazdaság oldalán megjelent cikk.)
- Az ingatlanalapok visszaváltási idejével kapcsolatos új felügyeleti ajánlások (2024. január 2. napján a Világgazdaság oldalán ás a Magyar Nemzeti Bank szakmai cikkei között is[14] megjelent cikk.)

## Elismerései
- Apáczai-díj (1998.)[15]
- XXVIII. Országos Tudományos Diákköri Konferencia Állam- és Jogtudományi Szekció, Pénzügyi jogi tagozat II. helyezés. (2007.)[16]
- A Magyar Nemzeti Bank elnöki elismerése (2022. december 9.)
- A Magyar Nemzeti Bank elnöki elismerése (2023. december 8.)
- A Magyar Nemzezi Bank rendkívüli teljesítményelismerése (2024. november 29.)